# BMW X5 (E70)
Le BMW X5 (E70) est un véhicule utilitaire sportif produit par le constructeur automobile allemand BMW. Il s’agit de la deuxième génération du BMW X5 et donc du successeur du BMW E53. Le modèle a été présenté au public en août 2006, et il a été officiellement accessible pour la première fois au Salon de l'automobile de Los Angeles 2006. Aux États-Unis, les ventes ont commencé en novembre 2006, tandis qu’en Allemagne, elles ont commencé en mars 2007.

## Production
Comme son prédécesseur, l’E70 est exclusivement fabriqué dans l’usine américaine US Manufacturing Company LLC de BMW à Greer, en Caroline du Sud (au côte du X6). Le choix de ce site de production est en partie dû au fait que les États-Unis sont également le principal marché de vente du X5 et que les coûts de couverture des fluctuations du taux de change du dollar sont donc réduits (couverture naturelle).
À l’automne 2009, le modèle spécial BMW X5 10 Jahre est sorti, limité à 500 véhicules
La production a été arrêtée en août 2013 car la production du modèle successeur, le F15, a commencé.
Le convertisseur catalytique SCR pour la réduction des émissions de NOx est installé de série sur les modèles à moteurs diesel livrés aux USA depuis fin 2008.

## Technologie
Le X5 de deuxième génération est équipé d’un système de traction intégrale avancé, appelé XDrive par BMW. Cependant, son châssis est de préférence conçu pour une utilisation sur des routes goudronnées. La troisième rangée de sièges, en option, est nouvelle, mais elle ne convient que de manière limitée aux personnes de plus de 1,70 mètre. Il est livré en standard avec le système iDrive avec un écran couleur mesurant jusqu’à 8,8 pouces et huit boutons de station programmables supplémentaires.
Il existe également des caractéristiques techniques qui sont également utilisées dans d’autres modèles de BMW :
- Direction active : modifie le rapport de direction en fonction de la vitesse et du style de conduite
- Conduite adaptative avec stabilisation du roulis et amortisseurs adaptatifs
- Affichage tête haute : projette des informations importantes sur le pare-brise
- Accès confort : assure l’entrée et le démarrage du moteur sans clé
- Feux diurnes via les "anneaux lumineux" autour des blocs optiques
- Climatisation automatique à quatre zones

Le Park Distance System, qui peut être intégré à l’image de la caméra de recul en option, est nouveau.

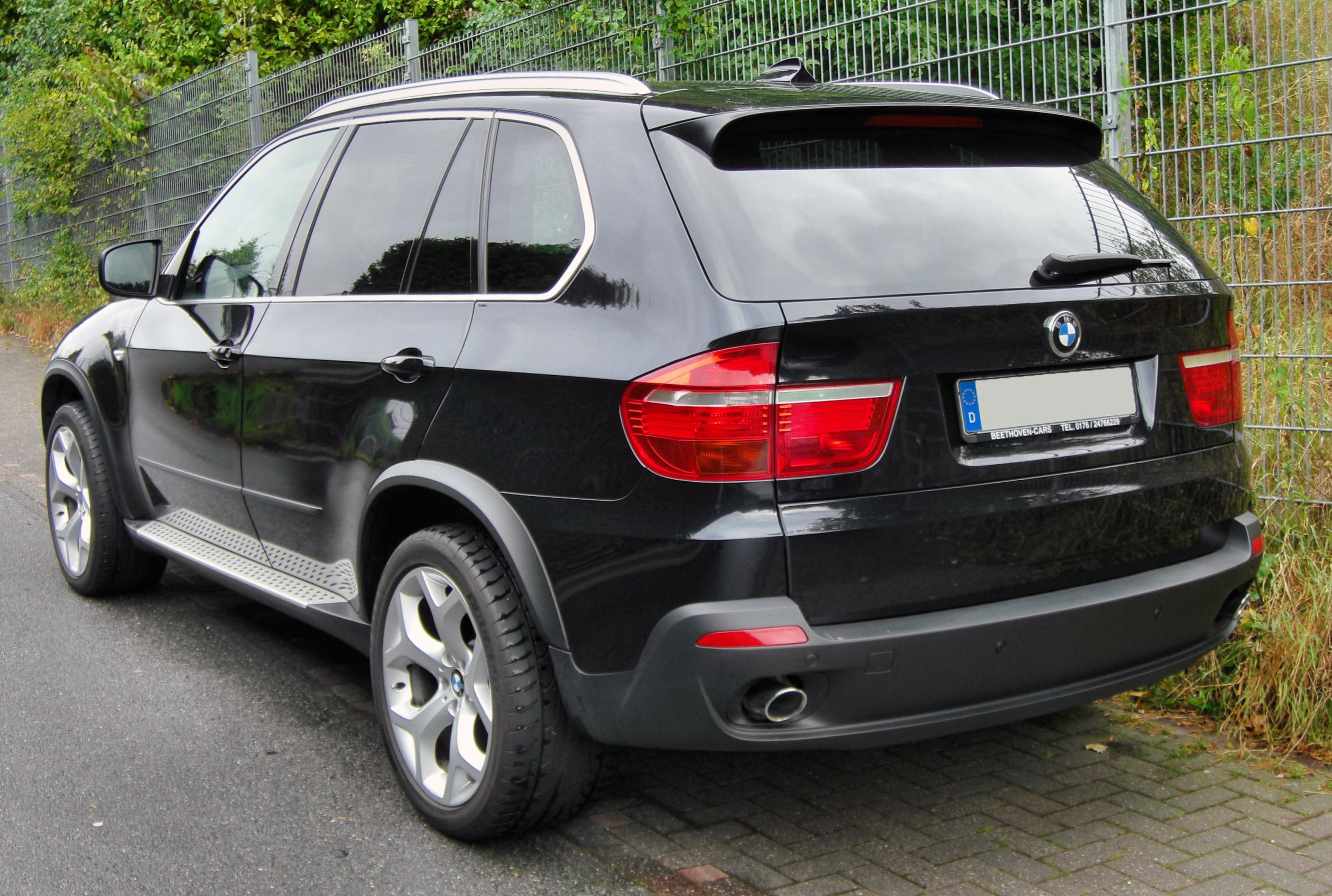
Vue arrière
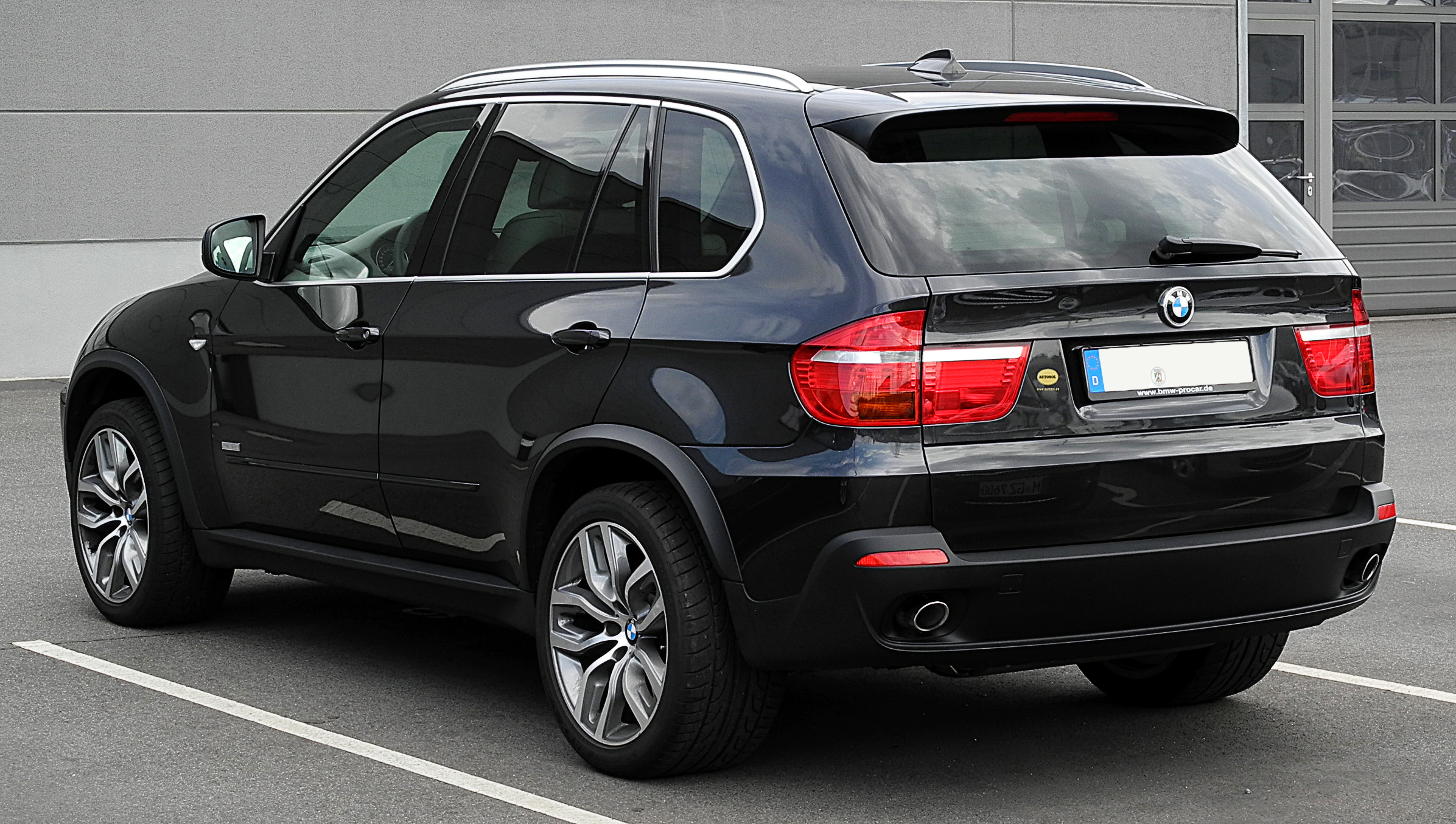
BMW X5 édition 10 Jahre (2009)
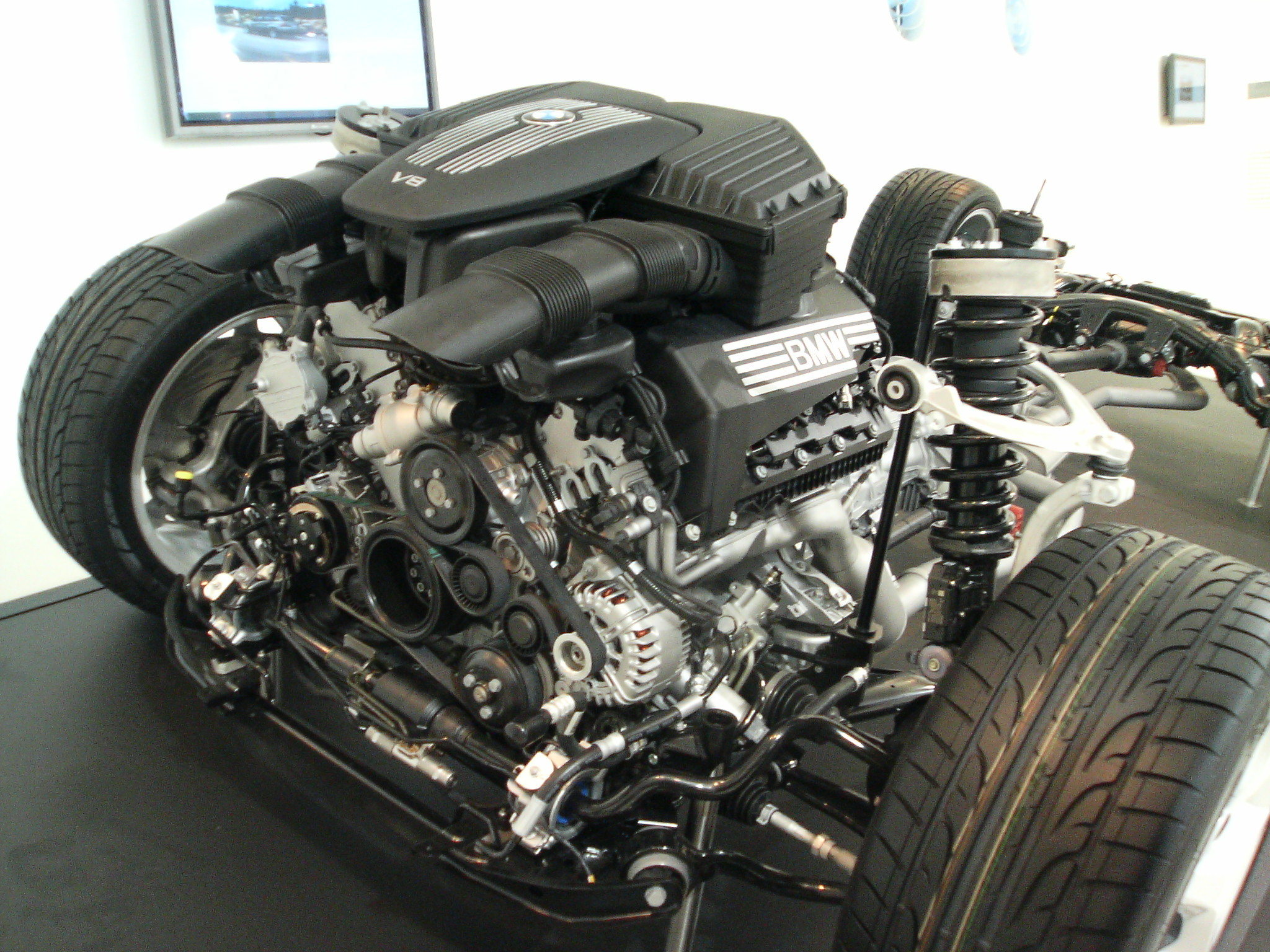
Moteur V8 n62 du X5

## Lifting

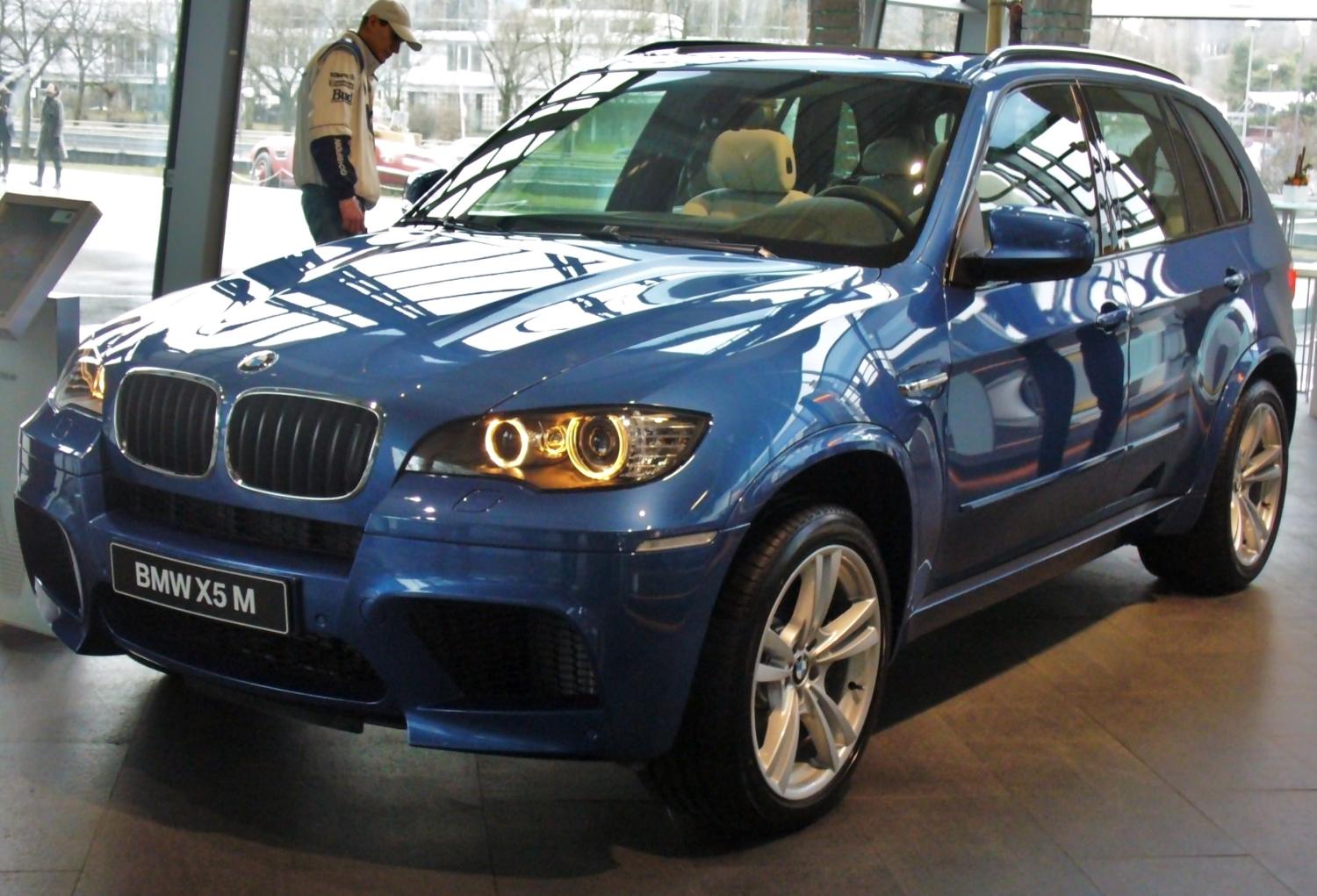
BMW X5 M

Au printemps 2010, le X5 a fait l’objet d’un lifting (appelé LCI par BMW). Le modèle révisé était disponible depuis le 6 juin 2010.
Aucune modification n’a été apportée à l’intérieur. Cependant, l’optique a été revue dans la mesure où la jupe avant n’est plus que partiellement peinte. De plus, les antibrouillards ont un peu augmenté et sont donc similaires à ceux du X6. De plus, les phares et les anneaux des feux de position sont désormais à technologie LED.
La gamme de moteurs a été entièrement renouvelée. Surtout, le nouveau moteur diesel six cylindres en ligne mérite d’être mentionné, il a maintenant trouvé sa place dans presque toutes les gammes de modèles. De plus, la transmission automatique à six rapports a été remplacée par une transmission automatique à huit rapports.
Un certain nombre de systèmes d’aide à la conduite ont également été introduits, tels que le Speed Limit Info, le régulateur de vitesse actif ou la vue latérale. C’était particulièrement important car il n’y avait pas de tels supports dans le X5 auparavant, alors que les concurrents de cette catégorie les proposaient déjà.

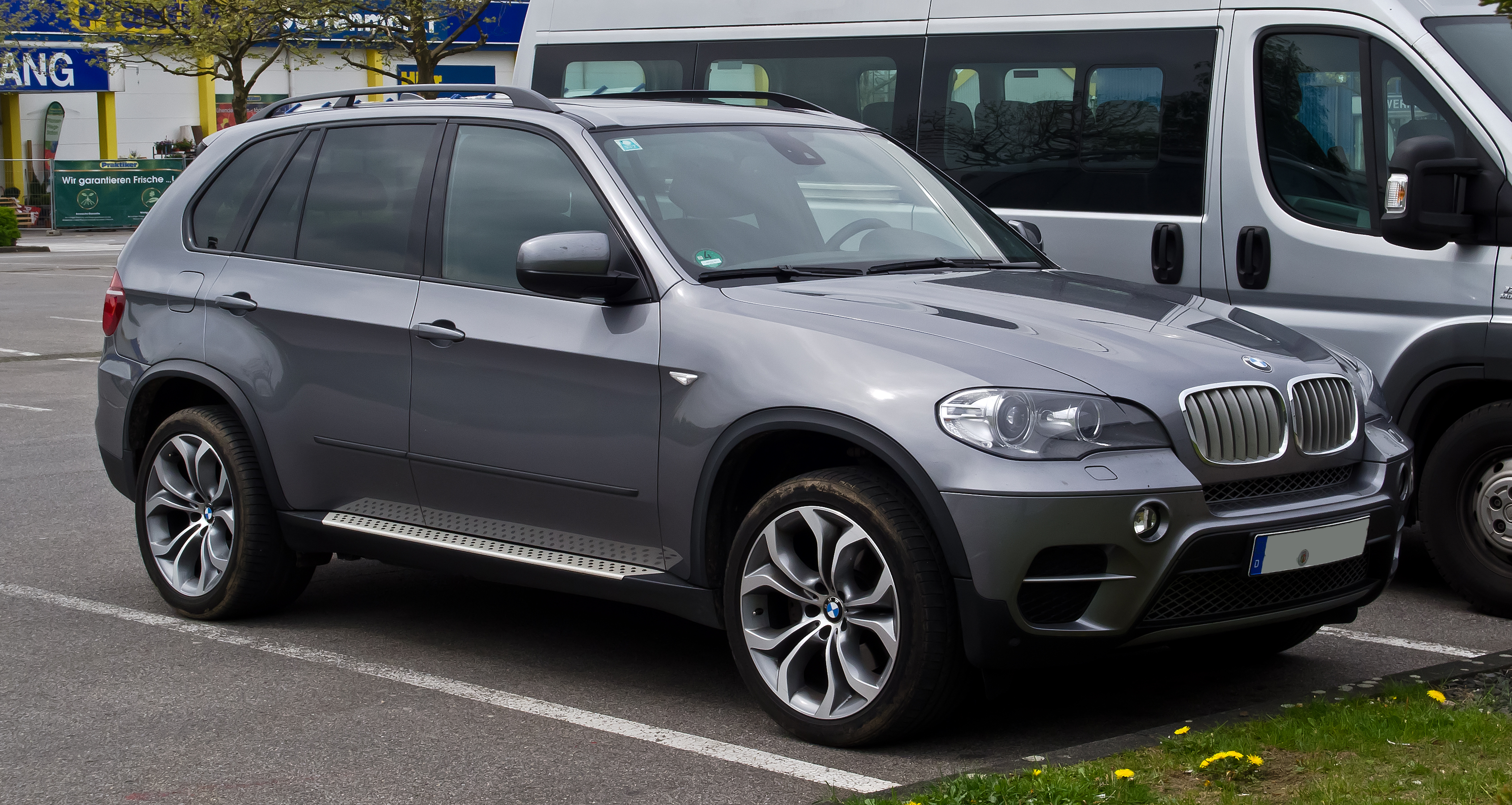
BMW X5 (2010–2013)
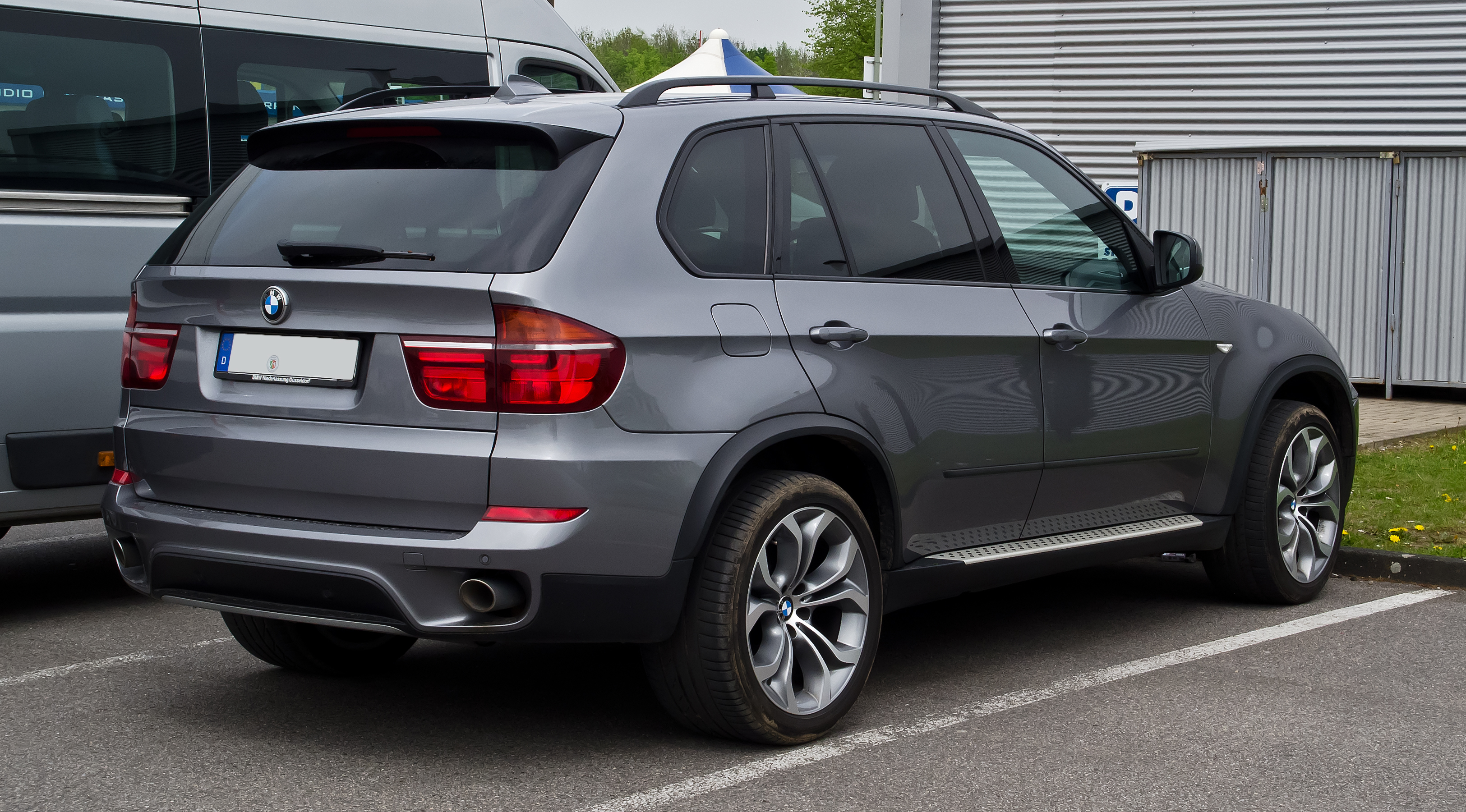
Vue arrière